# بيتر رينولدز (موجه قوارب)
بيتر رينولدز (بالإنجليزية: Peter Reynolds)‏ هو موجه قوارب ‏ بريطاني، ولد في 26 أغسطس 1937 في شفيلد في المملكة المتحدة.

## وصلات خارجية
- بيتر رينولدز على موقع الاتحاد الدولي للتجديف (الإنجليزية)
- بيتر رينولدز على موقع أوليمبيديا (الإنجليزية)